# Praca nieobjętościowa
Praca nieobjętościowa – to każdy rodzaj pracy, innej niż związana z powiększaniem objętości układu termodynamicznego.
Przykłady:
- praca elektryczna (praca pochodząca z reakcji chemicznych - wykorzystywana w ogniwach elektrycznych)
- praca mechaniczna (zwinięcie sprężyny, napięcie mięśnia)